# Eleições europeias de 2009 em Odivelas

## Resultados Oficiais
| Partido                 | Partido                        | Votos   | %               | +/-   |
| ----------------------- | ------------------------------ | ------- | --------------- | ----- |
|                         | Partido Socialista             | 13 634  | 28,71 / 100,00  | 19,19 |
|                         | Partido Social Democrata       | 11 296  | 23,79 / 100,00  | -     |
|                         | Coligação Democrática Unitária | 6 531   | 13,75 / 100,00  | 1,71  |
|                         | Bloco de Esquerda              | 6 158   | 12,97 / 100,00  | 5,99  |
|                         | Partido Popular                | 3 399   | 7,16 / 100,00   | -     |
|                         | Movimento Esperança Portugal   | 685     | 1,44 / 100,00   | Novo  |
|                         | PCTP/MRPP                      | 613     | 1,29 / 100,00   | 0,16  |
|                         | Outros                         | 1 746   | 3,62 / 100,00   |       |
| Votos Inválidos         | Votos Inválidos                | 3 419   | 7,20 / 100,00   | 2,98  |
| Total                   | Total                          | 47 481  | 100,00 / 100,00 |       |
| Eleitorado/Participação | Eleitorado/Participação        | 117 635 | 40,36 / 100,00  | 1,28  |

## Resultados por Freguesia
Os resultados seguintes referem-se aos partidos que obtiveram mais de 1,00% dos votos:
| Freguesia             | %     | %     | %     | %     | %    | %    | %    | Votantes |
| Freguesia             | PS    | PSD   | CDU   | BE    | CDS  | MEP  | PCTP | Votantes |
| --------------------- | ----- | ----- | ----- | ----- | ---- | ---- | ---- | -------- |
| Caneças               | 25,86 | 21,53 | 17,32 | 12,90 | 7,39 | 1,18 | 1,65 | 3 828    |
| Famões                | 28,98 | 23,83 | 11,97 | 12,19 | 7,89 | 1,42 | 1,31 | 3 651    |
| Odivelas              | 28,69 | 24,99 | 12,58 | 13,25 | 7,34 | 1,40 | 1,05 | 18 906   |
| Olival Basto          | 31,28 | 21,08 | 16,27 | 12,11 | 6,59 | 0,94 | 1,26 | 2 139    |
| Pontinha              | 32,02 | 20,69 | 16,12 | 12,24 | 5,83 | 1,26 | 1,72 | 7 965    |
| Póvoa de Santo Adrião | 28,66 | 26,26 | 12,54 | 13,01 | 6,86 | 1,80 | 1,17 | 4 882    |
| Ramada                | 25,27 | 24,50 | 13,22 | 13,83 | 8,20 | 1,88 | 1,34 | 6 110    |
| Odivelas              | 28,71 | 23,79 | 13,75 | 12,97 | 7,16 | 1,44 | 1,29 | 47 481   |

#### Caneças
| Partido                 | Partido                        | Votos | %               | +/-   |
| ----------------------- | ------------------------------ | ----- | --------------- | ----- |
|                         | Partido Socialista             | 990   | 25,86 / 100,00  | 18,81 |
|                         | Partido Social Democrata       | 824   | 21,53 / 100,00  | -     |
|                         | Coligação Democrática Unitária | 663   | 17,32 / 100,00  | 1,05  |
|                         | Bloco de Esquerda              | 494   | 12,90 / 100,00  | 6,69  |
|                         | Partido Popular                | 283   | 7,39 / 100,00   | -     |
|                         | PCTP/MRPP                      | 63    | 1,65 / 100,00   | 0,26  |
|                         | Movimento Esperança Portugal   | 45    | 1,18 / 100,00   | Novo  |
|                         | Outros                         | 144   | 3,76 / 100,00   |       |
| Votos Inválidos         | Votos Inválidos                | 322   | 8,41 / 100,00   | 3,06  |
| Total                   | Total                          | 3 828 | 100,00 / 100,00 |       |
| Eleitorado/Participação | Eleitorado/Participação        | 9 591 | 39,91 / 100,00  | 0,34  |

#### Famões
| Partido                 | Partido                        | Votos | %               | +/-   |
| ----------------------- | ------------------------------ | ----- | --------------- | ----- |
|                         | Partido Socialista             | 1 058 | 28,98 / 100,00  | 21,99 |
|                         | Partido Social Democrata       | 870   | 23,83 / 100,00  | -     |
|                         | Bloco de Esquerda              | 445   | 12,19 / 100,00  | 6,56  |
|                         | Coligação Democrática Unitária | 437   | 11,97 / 100,00  | 1,93  |
|                         | Partido Popular                | 288   | 7,89 / 100,00   | -     |
|                         | Movimento Esperança Portugal   | 52    | 1,42 / 100,00   | Novo  |
|                         | Partido Nacional Renovador     | 51    | 1,40 / 100,00   | 1,16  |
|                         | PCTP/MRPP                      | 48    | 1,31 / 100,00   | 0,06  |
|                         | Outros                         | 116   | 3,18 / 100,00   |       |
| Votos Inválidos         | Votos Inválidos                | 286   | 7,84 / 100,00   | 3,30  |
| Total                   | Total                          | 3 651 | 100,00 / 100,00 |       |
| Eleitorado/Participação | Eleitorado/Participação        | 8 211 | 44,46 / 100,00  | 1,25  |

#### Odivelas
| Partido                 | Partido                        | Votos  | %               | +/-   |
| ----------------------- | ------------------------------ | ------ | --------------- | ----- |
|                         | Partido Socialista             | 5 424  | 28,69 / 100,00  | 18,24 |
|                         | Partido Social Democrata       | 4 724  | 24,99 / 100,00  | -     |
|                         | Bloco de Esquerda              | 2 505  | 13,25 / 100,00  | 6,20  |
|                         | Coligação Democrática Unitária | 2 379  | 12,58 / 100,00  | 1,59  |
|                         | Partido Popular                | 1 387  | 7,34 / 100,00   | -     |
|                         | Movimento Esperança Portugal   | 265    | 1,40 / 100,00   | Novo  |
|                         | PCTP/MRPP                      | 199    | 1,05 / 100,00   | 0,18  |
|                         | Outros                         | 672    | 3,55 / 100,00   |       |
| Votos Inválidos         | Votos Inválidos                | 1 351  | 7,14 / 100,00   | 3,17  |
| Total                   | Total                          | 18 906 | 100,00 / 100,00 |       |
| Eleitorado/Participação | Eleitorado/Participação        | 47 453 | 39,84 / 100,00  | 1,56  |

#### Olival Basto
| Partido                 | Partido                        | Votos | %               | +/-   |
| ----------------------- | ------------------------------ | ----- | --------------- | ----- |
|                         | Partido Socialista             | 669   | 31,28 / 100,00  | 18,27 |
|                         | Partido Social Democrata       | 451   | 21,08 / 100,00  | -     |
|                         | Coligação Democrática Unitária | 348   | 16,27 / 100,00  | 1,44  |
|                         | Bloco de Esquerda              | 259   | 12,11 / 100,00  | 7,37  |
|                         | Partido Popular                | 141   | 6,59 / 100,00   | -     |
|                         | PCTP/MRPP                      | 27    | 1,26 / 100,00   | 0,34  |
|                         | Outros                         | 90    | 4,20 / 100,00   |       |
| Votos Inválidos         | Votos Inválidos                | 154   | 7,20 / 100,00   | 3,66  |
| Total                   | Total                          | 2 139 | 100,00 / 100,00 |       |
| Eleitorado/Participação | Eleitorado/Participação        | 5 092 | 42,01 / 100,00  | 1,22  |

#### Pontinha
| Partido                 | Partido                        | Votos  | %               | +/-   |
| ----------------------- | ------------------------------ | ------ | --------------- | ----- |
|                         | Partido Socialista             | 2 550  | 32,02 / 100,00  | 19,43 |
|                         | Partido Social Democrata       | 1 648  | 20,69 / 100,00  | -     |
|                         | Coligação Democrática Unitária | 1 284  | 16,12 / 100,00  | 2,61  |
|                         | Bloco de Esquerda              | 975    | 12,24 / 100,00  | 6,24  |
|                         | Partido Popular                | 464    | 5,83 / 100,00   | -     |
|                         | PCTP/MRPP                      | 137    | 1,72 / 100,00   | 0,09  |
|                         | Movimento Esperança Portugal   | 100    | 1,26 / 100,00   | Novo  |
|                         | Outros                         | 302    | 3,79 / 100,00   |       |
| Votos Inválidos         | Votos Inválidos                | 505    | 6,34 / 100,00   | 2,53  |
| Total                   | Total                          | 7 965  | 100,00 / 100,00 |       |
| Eleitorado/Participação | Eleitorado/Participação        | 20 640 | 38,59 / 100,00  | 2,85  |

#### Póvoa de Santo Adrião
| Partido                 | Partido                        | Votos  | %               | +/-   |
| ----------------------- | ------------------------------ | ------ | --------------- | ----- |
|                         | Partido Socialista             | 1 399  | 28,66 / 100,00  | 15,88 |
|                         | Partido Social Democrata       | 1 282  | 26,26 / 100,00  | -     |
|                         | Bloco de Esquerda              | 635    | 13,01 / 100,00  | 4,07  |
|                         | Coligação Democrática Unitária | 612    | 12,54 / 100,00  | 1,08  |
|                         | Partido Popular                | 335    | 6,86 / 100,00   | -     |
|                         | Movimento Esperança Portugal   | 88     | 1,80 / 100,00   | Novo  |
|                         | PCTP/MRPP                      | 57     | 1,17 / 100,00   | 0,38  |
|                         | Outros                         | 166    | 3,39 / 100,00   |       |
| Votos Inválidos         | Votos Inválidos                | 308    | 6,31 / 100,00   | 1,76  |
| Total                   | Total                          | 4 882  | 100,00 / 100,00 |       |
| Eleitorado/Participação | Eleitorado/Participação        | 12 327 | 39,60 / 100,00  | 2,32  |

#### Ramada
| Partido                 | Partido                        | Votos  | %               | +/-   |
| ----------------------- | ------------------------------ | ------ | --------------- | ----- |
|                         | Partido Socialista             | 1 544  | 25,27 / 100,00  | 19,89 |
|                         | Partido Social Democrata       | 1 497  | 24,50 / 100,00  | -     |
|                         | Bloco de Esquerda              | 845    | 13,83 / 100,00  | 5,22  |
|                         | Coligação Democrática Unitária | 808    | 13,22 / 100,00  | 2,19  |
|                         | Partido Popular                | 501    | 8,20 / 100,00   | -     |
|                         | Movimento Esperança Portugal   | 115    | 1,88 / 100,00   | Novo  |
|                         | PCTP/MRPP                      | 82     | 1,34 / 100,00   | 0,23  |
|                         | Outros                         | 225    | 3,69 / 100,00   |       |
| Votos Inválidos         | Votos Inválidos                | 493    | 8,07 / 100,00   | 3,30  |
| Total                   | Total                          | 6 110  | 100,00 / 100,00 |       |
| Eleitorado/Participação | Eleitorado/Participação        | 14 321 | 42,66 / 100,00  | 0,17  |